# Cercodemas anceps
Cercodemas
Genre
Espèce
Synonymes
- Colochirus anceps Semper, 1867[1]
- Colochirus cucumis Semper, 1867[1]

Cercodemas anceps, unique représentant du genre Cercodemas, est une espèce d'holothuries (concombres de mer) de la famille des Cucumariidae.

## Systématique
Le genre Cercodemas et l'espèce Cercodemas anceps ont été décrits en 1867 par le zoologiste allemand Emil Selenka (1842-1902),.

## Description et caractéristiques
C'est une holothurie de la forme et de la taille (6-8 cm) d'une saucisse, en général jaune maculée de taches arrondies de couleur rose bonbon, qui suivent les ambulacres et parsèment plus ou moins les interambulacres. Les tentacules, courts et ramifiés, sont jaune vif et blancs, maculés de petits points rose framboise. 

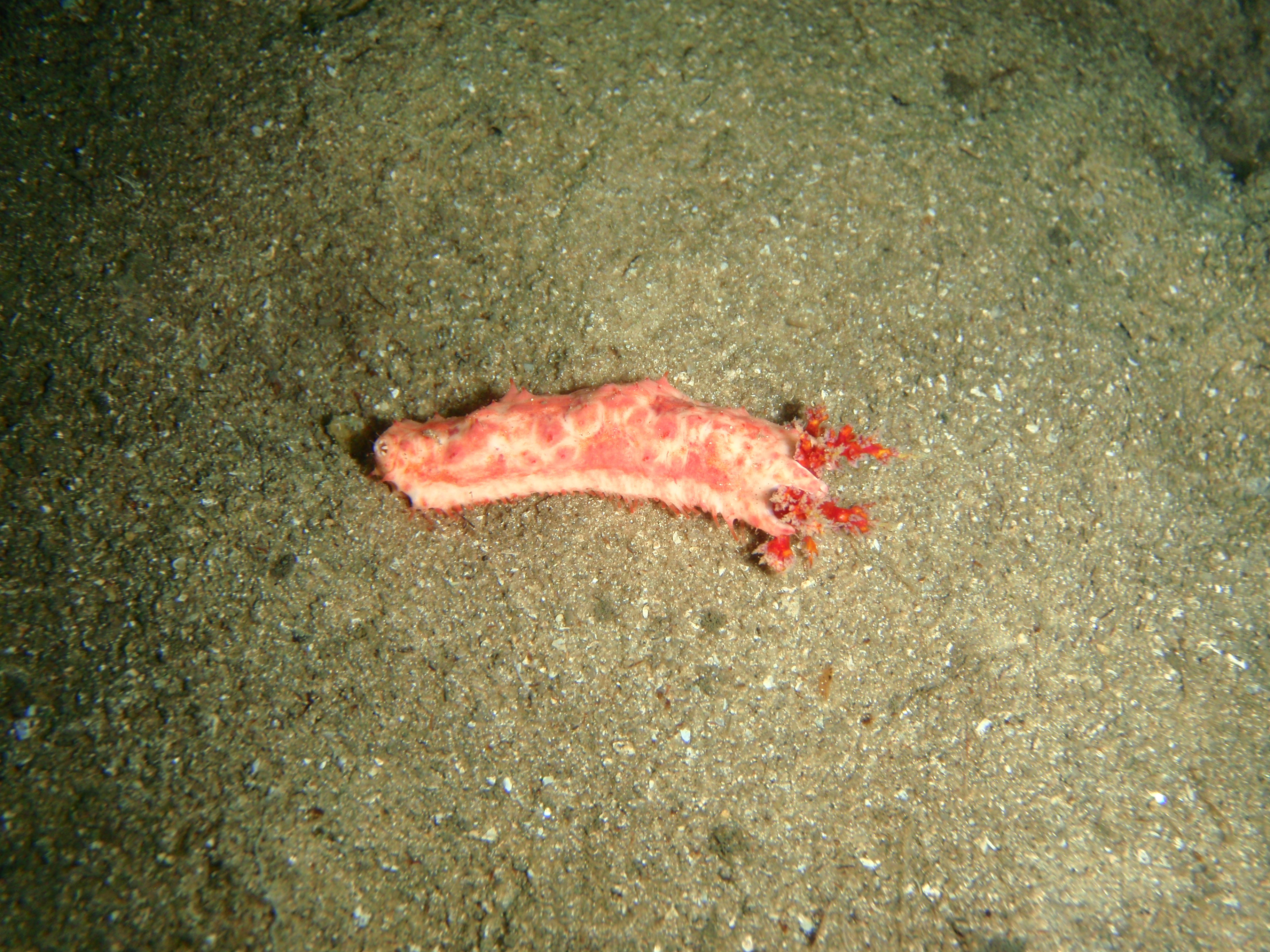
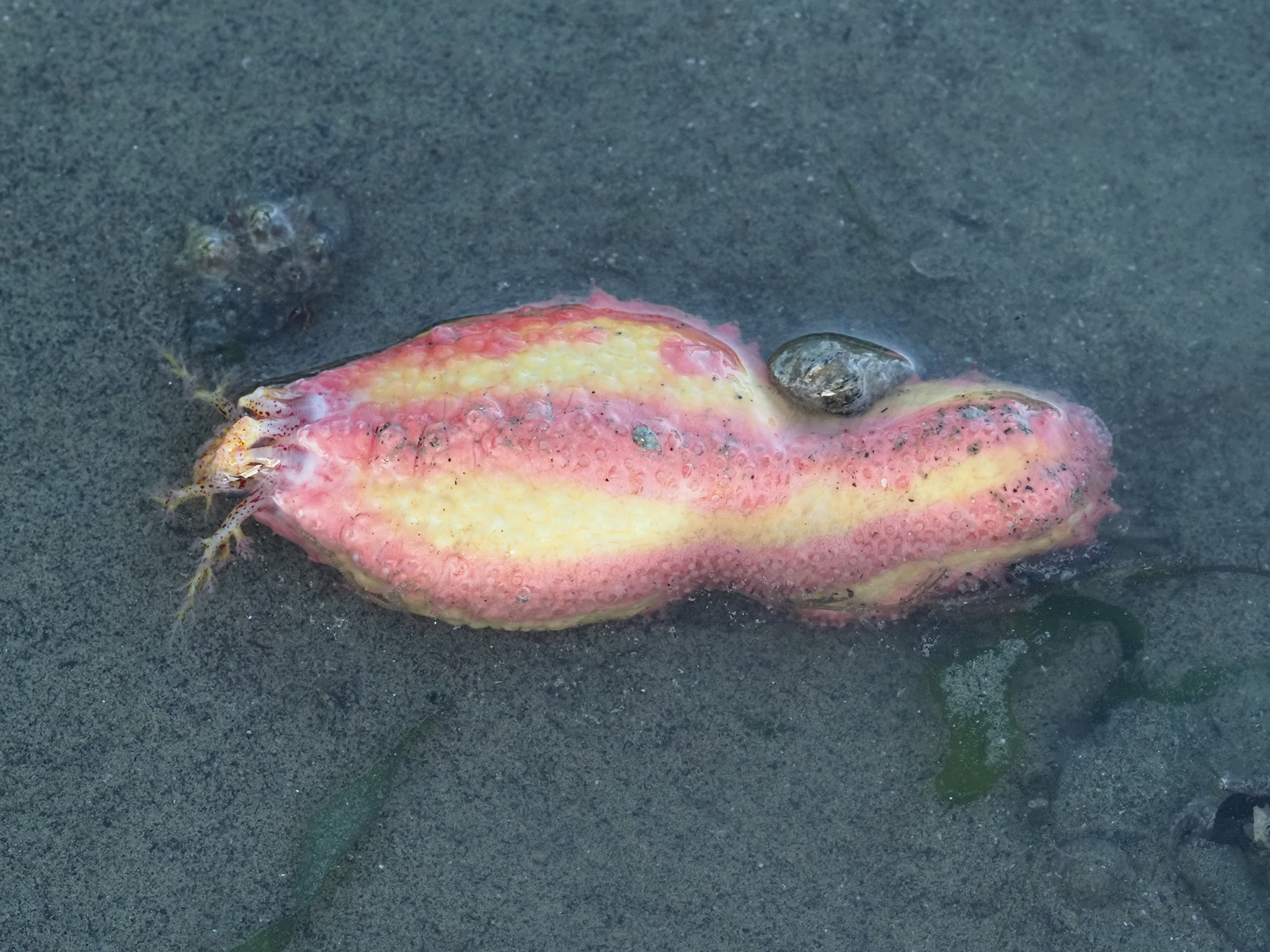
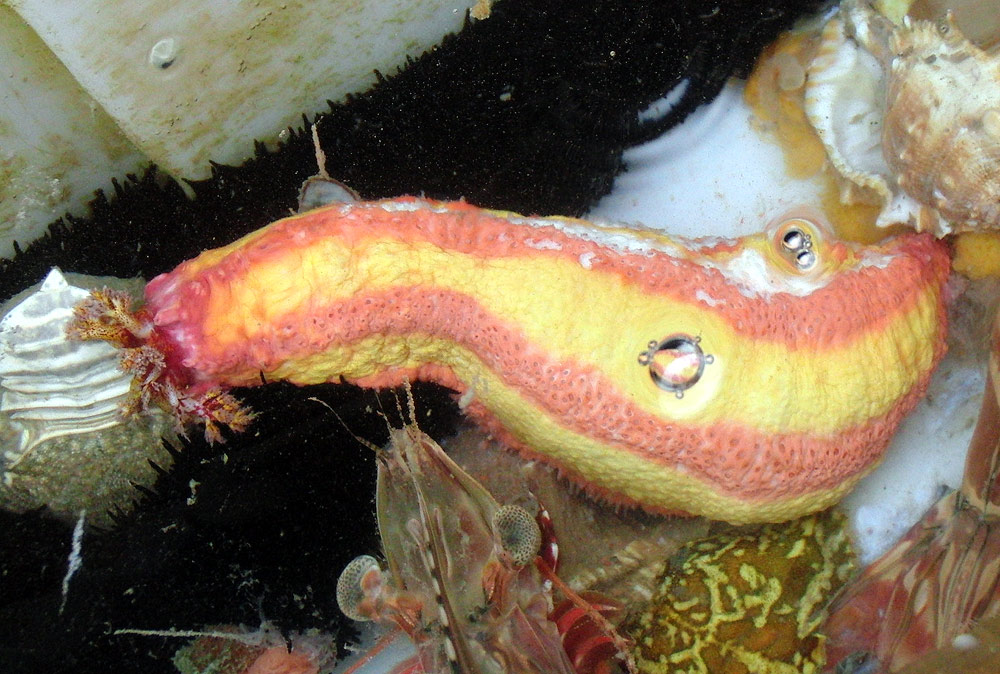

## Habitat et répartition
Cette espèce se rencontre de manière discontinue dans l'Indo-Pacifique central, de la mer d'Andaman à l'Indonésie en passant par le nord et l'ouest de l'Australie ; elle est particulièrement visible à Singapour. 
Cette espèce se rencontre entre la surface et une cinquantaine de mètres de profondeur.

## Écologie et comportement
Comme toutes les espèces de son ordre, cette holothurie se sert de ses grands tentacules arborescents pour capturer le plancton et la matière organique qui dérive dans le courant.

## Publication originale
- Emil Selenka, Beiträge zur Anatomie und Systematik der Holothurien (thèse de doctorat), 1867, [lire en ligne].